# Estação Triangle
Triangle é uma estação da linha única do Metro de Rennes.